# Kendice
Kendice este o comună slovacă, aflată în districtul Prešov din regiunea Prešov. Localitatea se află la altitudinea de 234 m deasupra n.m., se întinde pe o suprafață de 9,344 km2 și în 2017 număra 2.001 locuitori. Se învecinează cu comuna Drienovská Nová Ves.

## Istoric
Localitatea Kendice este atestată documentar din 1249.

## Demografie
| An:                | 1994 | 2004    | 2014    | 2024   |
| ------------------ | ---- | ------- | ------- | ------ |
| Număr de persoane: | 1404 | 1672    | 1923    | 2082   |
| Diferență:         |      | +19,08% | +15,01% | +8,26% |

| An:                | 2023 | 2024   |
| ------------------ | ---- | ------ |
| Număr de persoane: | 2047 | 2082   |
| Diferență:         |      | +1,70% |